# مارسيا فريدريك
مارسيا فريدريك (بالإنجليزية: Marcia Frederick)‏ هي لاعبة جمباز فني أمريكية، ولدت في 4 يناير 1963 في سبرينغفيلد في الولايات المتحدة.